# NASCAR Xfinity Series
A NASCAR Xfinity Series é uma das divisões da categoria de automobilismo NASCAR. Encarada como a segunda divisão por ser muito utilizada por equipes para testar e amadurecer pilotos visando a NASCAR Cup Series, que é a divisão principal. Até o final do ano de 2014 a categoria era chamada de  Nationwide Series.

## História

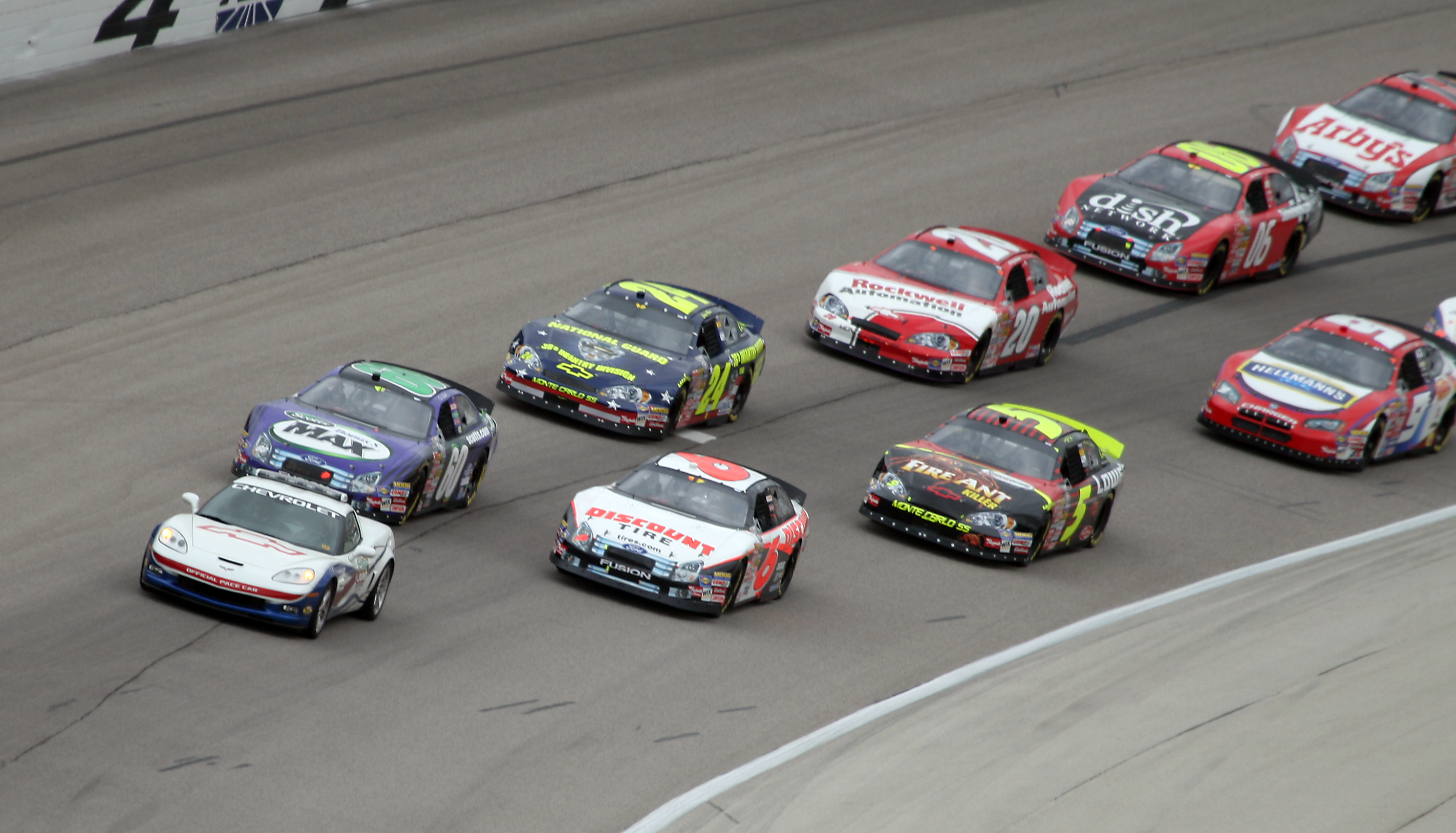
Carros da NASCAR Nationwide Series seguindo Safety car no Texas Motor Speedway em Abril de 2007.

A NASCAR Xfinity Series teve seus primórdios na metade do século XX junto com a fundação da própria NASCAR porém só em 1982 passou a ser disputada com a alcunha de Nascar Grand National.
Mais tarde a categoria passou a obter o nome Busch Series devido ao patrocínio da empresa Anheuser-Busch (Dona da Budweiser). Após o ano de 1986 ela se manteve com o nome de Busch Grand National Series até 2003.
Os carros utilizados na categoria são similares aos da Monster Energy NASCAR Cup Series porém menos potentes.
Há muitas equipes presentes na divisão principal que possuem carros na Xfinity, eles visam testar pilotos além de permitir que os pilotos mais experientes possam se familiarizar com o traçado das etapas.

## Pontuação
Pontos dados para o Top 10 nos dois primeiros segmentos de cada corrida:  (veja tabela abaixo).
| Posição   | 1  | 2 | 3 | 4 | 5 | 6 | 7 | 8 | 9 | 10 | S1VEN | S2VEN |
| --------- | -- | - | - | - | - | - | - | - | - | -- | ----- | ----- |
| Resultado | 10 | 9 | 8 | 7 | 6 | 5 | 4 | 3 | 2 | 1  | 1     | 1     |

- S1VEN = Vencedor do 1º segmento, que ganha 1 ponto nos Playoffs
- S2VEN = Vencedor do 2º segmento, que ganha 1 ponto nos Playoffs

Pontos dados ao final do 3º e último segmento de cada corrida:  (veja tabela abaixo).
| Posição   | 1  | 2  | 3  | 4  | 5  | 6  | 7  | 8  | 9  | 10 | 11 | 12 | 13 | 14 | 15 | 16 | 17 | 18 | 19 | 20 | 21 | 22 | 23 | 24 | 25 | 26 | 27 | 28 | 29 | 30 | 31 | 32 | 33 | 34 | 35 | 36 | 37 | 38 | S3VEN |
| --------- | -- | -- | -- | -- | -- | -- | -- | -- | -- | -- | -- | -- | -- | -- | -- | -- | -- | -- | -- | -- | -- | -- | -- | -- | -- | -- | -- | -- | -- | -- | -- | -- | -- | -- | -- | -- | -- | -- | ----- |
| Resultado | 40 | 35 | 34 | 33 | 32 | 31 | 30 | 29 | 28 | 27 | 26 | 25 | 24 | 23 | 22 | 21 | 20 | 19 | 18 | 17 | 16 | 15 | 14 | 13 | 12 | 11 | 10 | 9  | 8  | 7  | 6  | 5  | 4  | 3  | 2  | 1  | 1  | 1  | 5     |

- S3VEN = Vencedor do 3º segmento, que ganha 5 pontos nos Playoffs

São dados como bônus, 1 ponto nos Playoffs para o vencedor da cada segmento e 5 pontos nos Playoffs para o vencedor da corrida.
Portanto o maior número de pontos que um competidor pode receber em uma mesma corrida é 60 pontos e 7 pontos nos Playoffs.
A pontuação na Xfinity é a mesma usada na NASCAR Cup Series.

## Carros

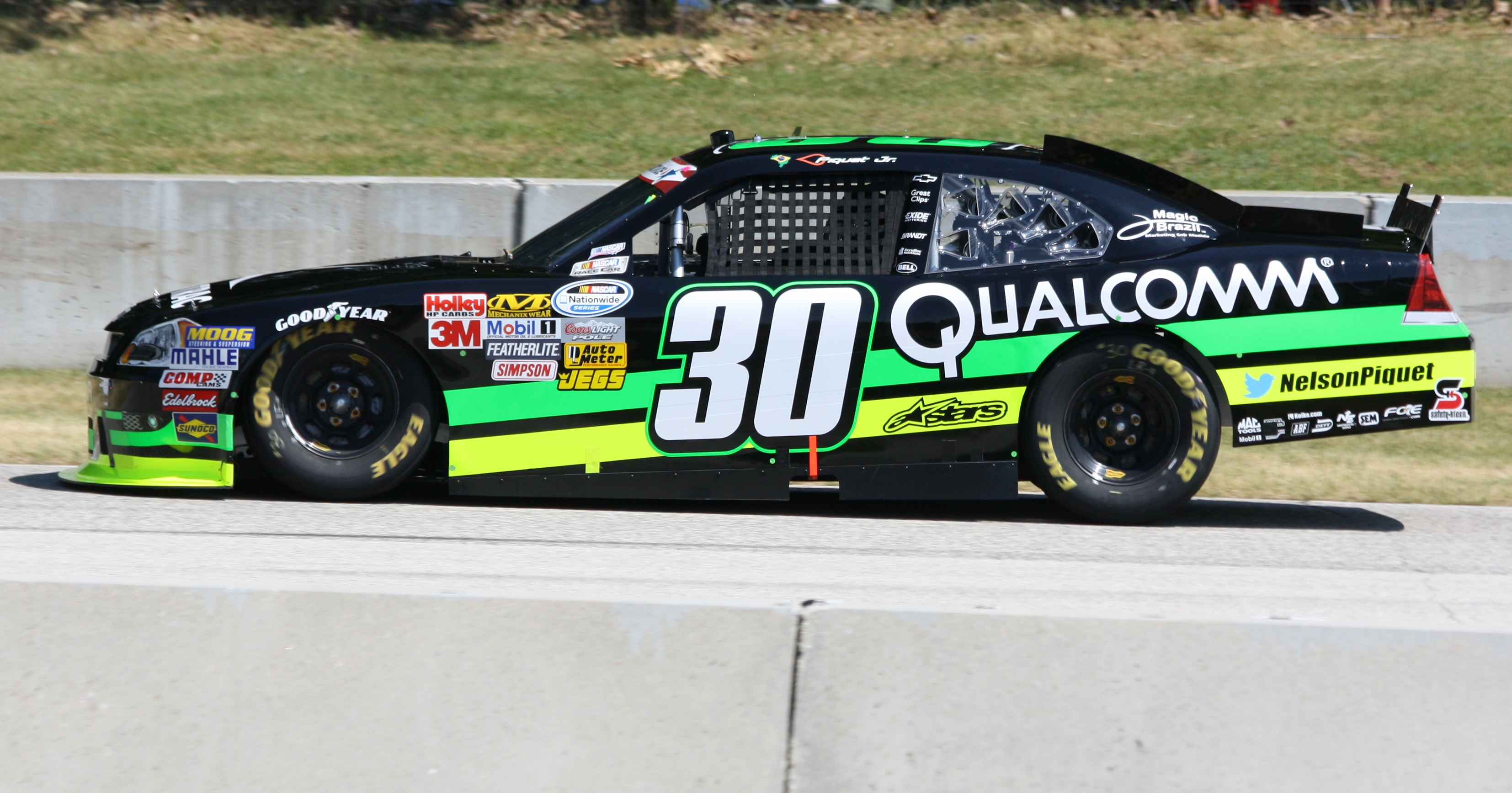
Nelson Angelo Piquet durante o treino classificatório da Sargento 200, pela temporada 2012 da Nationwide Series, divisão nacional da NASCAR.

Os carros são semelhantes aos usados na Cup Series, sendo que são menores, mais leves e com motores menos potentes. Atualmente três montadoras participam do campeonato, a Chevrolet com Camaro, a Ford com o Mustang e a Toyota com o Supra.

## Circuitos

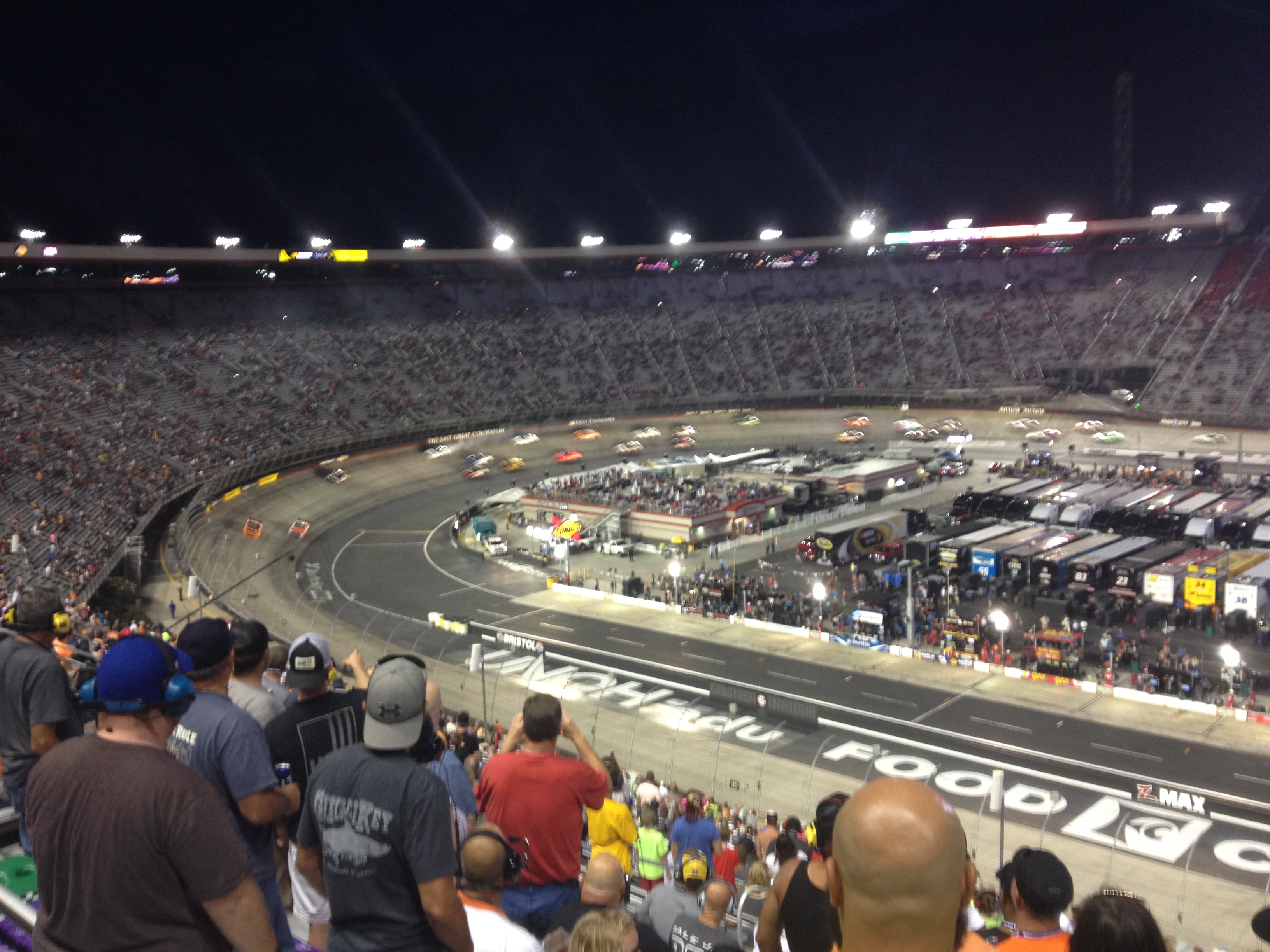
Corrida da Xfinity Series no Bristol Motor Speedway.

No dia 23 de junho de 2012 o piloto Nelson Angelo Piquet entrou para a história ao se tornar o primeiro brasileiro a vencer a Nationwide Series, ao chegar em primeiro lugar na etapa de Sargento 200 em Road America, Winsconsin/EUA. No dia anterior, Piquet já havia feito história, sendo o primeiro brasileiro a marcar uma pole position na categoria americana. Sua participação, no entanto, foi especial e ele não pontuou pelo campeonato.
| Circuito                        | Estado         | Tipo                 | Extensão | Corridas |
| ------------------------------- | -------------- | -------------------- | -------- | -------- |
| Atlanta Motor Speedway          | Geórgia        | D-oval               | 1.54 mi  | 1        |
| Auto Club Speedway              | California     | D-oval               | 2.0 mi   | 1        |
| Bristol Motor Speedway          | Tennessee      | bi-oval              | 0.533 mi | 2        |
| Charlotte Motor Speedway        | North Carolina | D-oval               | 1.5 mi   | 1        |
| Charlotte Motor Speedway        | North Carolina | Roval (misto + oval) | 2.28 mi  | 1        |
| Chicagoland Speedway            | Illinois       | D-oval               | 1.5 mi   | 1        |
| Darlington Raceway              | South Carolina | bi-oval              | 1.366 mi | 1        |
| Daytona International Speedway  | Florida        | D-oval               | 2.5 mi   | 2        |
| Dover International Speedway    | Delaware       | bi-oval              | 1.0 mi   | 2        |
| Homestead-Miami Speedway        | Florida        | bi-oval              | 1.5 mi   | 1        |
| Indianapolis Motor Speedway     | Indiana        | quad-oval            | 2.5 mi   | 1        |
| Iowa Speedway                   | Iowa           | D-oval               | 0.875 mi | 2        |
| Kansas Speedway                 | Kansas         | D-oval               | 1.5 mi   | 1        |
| Kentucky Speedway               | Kentucky       | D-oval               | 1.5 mi   | 1        |
| Las Vegas Motor Speedway        | Nevada         | D-oval               | 1.5 mi   | 2        |
| Michigan International Speedway | Michigan       | D-oval               | 2.0 mi   | 1        |
| Mid-Ohio Sports Car Course      | Ohio           | Misto                | 2.4 mi   | 1        |
| New Hampshire Motor Speedway    | New Hampshire  | bi-oval              | 1.058 mi | 1        |
| Phoenix International Raceway   | Arizona        | tri-oval             | 1.0 mi   | 2        |
| Pocono Raceway                  | Pennsylvania   | tri-oval             | 2.5 mi   | 1        |
| Richmond International Raceway  | Virginia       | D-oval               | 0.750 mi | 2        |
| Road America                    | Wisconsin      | Misto                | 4.048 mi | 1        |
| Talladega Superspeedway         | Alabama        | D-oval               | 2.66 mi  | 1        |
| Texas Motor Speedway            | Texas          | D-oval               | 1.5 mi   | 2        |
| Watkins Glen International      | New York       | Misto                | 2.45 mi  | 1        |

## Campeões
| Ano  | Campeão | Campeão              | Montadora  | Vice-Campeão     |
| ---- | ------- | -------------------- | ---------- | ---------------- |
| 2018 | #9      | Tyler Reddick        | Chevrolet  | Cole Custer      |
| 2017 | #9      | William Byron        | Chevrolet  | Elliott Sadler   |
| 2016 | #19     | Daniel Suárez        | Toyota     | Elliott Sadler   |
| 2015 | #60     | Chris Buescher       | Ford       | Chase Elliott    |
| 2014 | #9      | Chase Elliott        | Chevrolet  | Regan Smith      |
| 2013 | #3      | Austin Dillon        | Chevrolet  | Sam Hornish, Jr. |
| 2012 | #6      | Ricky Stenhouse, Jr. | Ford       | Elliott Sadler   |
| 2011 | #6      | Ricky Stenhouse, Jr. | Ford       | Elliott Sadler   |
| 2010 | #22     | Brad Keselowski      | Dodge      | Carl Edwards     |
| 2009 | #18     | Kyle Busch           | Toyota     | Carl Edwards     |
| 2008 | #2      | Clint Bowyer         | Chevrolet  | Carl Edwards     |
| 2007 | #60     | Carl Edwards         | Ford       | David Reutimann  |
| 2006 | #21     | Kevin Harvick        | Chevrolet  | Carl Edwards     |
| 2005 | #8      | Martin Truex Jr.     | Chevrolet  | Clint Bowyer     |
| 2004 | #8      | Martin Truex Jr.     | Chevrolet  | David Green      |
| 2003 | #5      | Brian Vickers        | Chevrolet  | David Green      |
| 2002 | #60     | Greg Biffle          | Ford       | Jason Keller     |
| 2001 | #2      | Kevin Harvick        | Chevrolet  | Jeff Green       |
| 2000 | #10     | Jeff Green           | Chevrolet  | Jason Keller     |
| 1999 | #3      | Dale Earnhardt Jr.   | Chevrolet  | Jeff Green       |
| 1998 | #3      | Dale Earnhardt Jr.   | Chevrolet  | Matt Kenseth     |
| 1997 | #74     | Randy LaJoie         | Chevrolet  | Todd Bodine      |
| 1996 | #74     | Randy LaJoie         | Chevrolet  | David Green      |
| 1995 | #74     | Johnny Benson        | Chevrolet  | Chad Little      |
| 1994 | #44     | David Green          | Chevrolet  | Ricky Craven     |
| 1993 | #31     | Steve Grissom        | Oldsmobile | Ricky Craven     |
| 1992 | #87     | Joe Nemechek         | Chevrolet  | Bobby Labonte    |
| 1991 | #44     | Bobby Labonte        | Oldsmobile | Kenny Wallace    |
| 1990 | #63     | Chuck Bown           | Pontiac    | Jimmy Hensley    |
| 1989 | #25     | Rob Moroso           | Oldsmobile | Tommy Houston    |
| 1988 | #99     | Tommy Ellis          | Buick      | Rob Moroso       |
| 1987 | #21     | Larry Pearson        | Chevrolet  | Jimmy Hensley    |
| 1986 | #21     | Larry Pearson        | Chevrolet  | Brett Bodine     |
| 1985 | #11     | Jack Ingram          | Oldsmobile | Jimmy Hensley    |
| 1984 | #00     | Sam Ard              | Oldsmobile | Jack Ingram      |
| 1983 | #00     | Sam Ard              | Oldsmobile | Jack Ingram      |
| 1982 | #11     | Jack Ingram          | Pontiac    | Sam Ard          |

### Por piloto
| Piloto               | Total | Temporadas |
| -------------------- | ----- | ---------- |
| Sam Ard              | 2     | 1983, 1984 |
| Jack Ingram          | 2     | 1982, 1985 |
| Larry Pearson        | 2     | 1986, 1987 |
| Randy LaJoie         | 2     | 1996, 1997 |
| Dale Earnhardt, Jr.  | 2     | 1998, 1999 |
| Kevin Harvick        | 2     | 2001, 2006 |
| Martin Truex, Jr.    | 2     | 2004, 2005 |
| Ricky Stenhouse, Jr. | 2     | 2011, 2012 |
| Tommy Ellis          | 1     | 1988       |
| Rob Moroso           | 1     | 1989       |
| Chuck Bown           | 1     | 1990       |
| Bobby Labonte        | 1     | 1991       |
| Joe Nemechek         | 1     | 1992       |
| Steve Grissom        | 1     | 1993       |
| David Green          | 1     | 1994       |
| Johnny Benson        | 1     | 1995       |
| Jeff Green           | 1     | 2000       |
| Greg Biffle          | 1     | 2002       |
| Brian Vickers        | 1     | 2003       |
| Carl Edwards         | 1     | 2007       |
| Clint Bowyer         | 1     | 2008       |
| Kyle Busch           | 1     | 2009       |
| Brad Keselowski      | 1     | 2010       |
| Austin Dillon        | 1     | 2013       |
| Chase Elliott        | 1     | 2014       |
| Chris Buescher       | 1     | 2015       |
| Daniel Suárez        | 1     | 2016       |
| William Byron        | 1     | 2017       |
| Tyler Reddick        | 1     | 2018       |

Notas
- Chase Elliott se tornou o primeiro piloto em seu ano de estreia na categoria (Novato) a vencer o título,também se tornou o mais jovem campeão da história da categoria e ainda conseguiu a marca de ser o único adolescente (entre 13 e 19 anos) a se tornar campeão da Nationwide Series, em 2014.
- Daniel Suárez, que nasceu no México, se tornou o primeiro piloto nascido fora dos Estados Unidos a ganhar um título em qualquer uma das três principais categorias da NASCAR (Cup Series, Xfinity Series e Truck Series).

## Tabela de Vitórias
Atualizado em 4 de Novembro de 2023 após a Desert Diamond Casino West Valley 200, em Phoenix.
* Pilotos campeões da NASCAR Xfinity Series.
     Pilotos ativos que estão disputando a temporada completa na Xfinity Series.
     Pilotos ativos que estão participando somente de algumas corridas na temporada atual da Xfinity Series.
     Pilotos membros do Hall da Fama da NASCAR.
| Piloto                | Vitórias |
| --------------------- | -------- |
| Kyle Busch *          | 102      |
| Mark Martin           | 49       |
| Kevin Harvick *       | 47       |
| Brad Keselowski *     | 39       |
| Carl Edwards *        | 38       |
| Jack Ingram *         | 31       |
| Joey Logano           | 30       |
| Matt Kenseth          | 29       |
| Jeff Burton           | 27       |
| Dale Earnhardt Jr. *  | 24       |
| Tommy Houston         | 24       |
| Justin Allgaier       | 23       |
| Sam Ard *             | 22       |
| Tommy Ellis *         | 22       |
| Dale Earnhardt        | 21       |
| Harry Gant            | 21       |
| Greg Biffle *         | 20       |
| Denny Hamlin          | 18       |
| A. J. Allmendinger    | 17       |
| Christopher Bell      | 17       |
| Jeff Green *          | 16       |
| Joe Nemechek *        | 16       |
| Todd Bodine           | 15       |
| Randy Lajoie *        | 15       |
| Larry Pearson *       | 15       |
| Morgan Shepherd       | 15       |
| Kyle Larson *         | 14       |
| Austin Cindric *      | 13       |
| Cole Custer *         | 13       |
| Noah Gragson          | 13       |
| Elliott Sadler        | 13       |
| Martin Truex Jr. *    | 13       |
| Darrell Waltrip       | 13       |
| Ty Gibbs *            | 12       |
| Jimmy Spencer         | 12       |
| Chuck Bown *          | 11       |
| Chase Briscoe         | 11       |
| Steve Grissom *       | 11       |
| Dale Jarrett          | 11       |
| Terry Labonte         | 11       |
| Tony Stewart          | 11       |
| Michael Waltrip       | 11       |
| Jason Keller          | 10       |
| Bobby Labonte *       | 10       |
| Robert Pressley       | 10       |
| Tyler Reddick *       | 10       |
| Austin Dillon *       | 9        |
| David Green *         | 9        |
| Jimmy Hensley         | 9        |
| Erik Jones            | 9        |
| Rick Mast             | 9        |
| John Hunter Nemechek  | 9        |
| Kenny Wallace         | 9        |
| Clint Bowyer *        | 8        |
| Kasey Kahne           | 8        |
| Jamie McMurray        | 8        |
| Ricky Stenhouse Jr. * | 8        |
| Ryan Blaney           | 7        |
| Ryan Newman           | 7        |
| Geoff Bodine          | 6        |
| Austin Hill           | 6        |
| Butch Lindley         | 6        |
| Chad Little           | 6        |
| Mike McLaughlin       | 6        |
| Rob Moroso *          | 6        |
| Regan Smith           | 6        |
| Scott Wimmer          | 6        |
| Marcos Ambrose        | 5        |
| Josh Berry            | 5        |
| Brett Bodine          | 5        |
| Kurt Busch            | 5        |
| Chase Elliott *       | 5        |
| Jeff Gordon           | 5        |
| Bobby Hamilton Jr.    | 5        |
| Brandon Jones         | 5        |
| Aric Almirola         | 4        |
| Harrison Burton       | 4        |
| Ward Burton           | 4        |
| William Byron *       | 4        |
| Ricky Craven          | 4        |
| Tim Fedewa            | 4        |
| Ron Fellows           | 4        |
| Justin Haley          | 4        |
| Ron Hornaday Jr.      | 4        |
| Sam Hornish Jr.       | 4        |
| Sam Mayer             | 4        |
| Jeff Purvis           | 4        |
| Scott Riggs           | 4        |
| Reed Sorenson         | 4        |
| Mike Wallace          | 4        |
| Johnny Benson Jr. *   | 3        |
| Chris Buescher *      | 3        |
| Ernie Irvan           | 3        |
| Paul Menard           | 3        |
| L. D. Ottinger        | 3        |
| Steve Park            | 3        |
| Johnny Sauter         | 3        |
| Daniel Suárez *       | 3        |
| Brian Vickers *       | 3        |
| Mike Alexander        | 2        |
| Bobby Allison         | 2        |
| Casey Atwood          | 2        |
| Trevor Bayne          | 2        |
| Mike Bliss            | 2        |
| Ron Bouchard          | 2        |
| Jeb Burton            | 2        |
| Ross Chastain         | 2        |
| Jeremy Clements       | 2        |
| Brendan Gaughan       | 2        |
| Bobby Hillin Jr.      | 2        |
| Buckshot Jones        | 2        |
| Jason Leffler         | 2        |
| Kevin Lepage          | 2        |
| Sterling Marlin       | 2        |
| Butch Miller          | 2        |
| Hank Parker Jr.       | 2        |
| Phil Parsons          | 2        |
| Ryan Preece           | 2        |
| David Ragan           | 2        |
| Ryan Reed             | 2        |
| Tim Richmond          | 2        |
| Johnny Rumley         | 2        |
| Hermie Sadler         | 2        |
| Elton Sawyer          | 2        |
| Ken Schrader          | 2        |
| Dennis Setzer         | 2        |
| Ronnie Silver         | 2        |
| Dick Trickle          | 2        |
| Rick Wilson           | 2        |
| Michael Annett        | 1        |
| Jamie Aube            | 1        |
| Ed Berrier            | 1        |
| Joe Bessey            | 1        |
| Dave Blaney           | 1        |
| Neil Bonnett          | 1        |
| Alex Bowman           | 1        |
| Brandon Brown         | 1        |
| James Buescher        | 1        |
| Ronald Cooper         | 1        |
| Derrike Cope          | 1        |
| Ty Dillon             | 1        |
| Bobby Dotter          | 1        |
| Bill Elliott          | 1        |
| Jeff Fuller           | 1        |
| Spencer Gallagher     | 1        |
| David Gilliland       | 1        |
| Robby Gordon          | 1        |
| Bobby Hamilton        | 1        |
| Daniel Hemric *       | 1        |
| Riley Herbst          | 1        |
| Jimmie Johnson        | 1        |
| Justin Labonte        | 1        |
| Stephen Leicht        | 1        |
| Tracy Leslie          | 1        |
| Justin Marks          | 1        |
| Dick McCabe           | 1        |
| Michael McDowell      | 1        |
| Casey Mears           | 1        |
| Juan Pablo Montoya    | 1        |
| David Pearson         | 1        |
| Nelson Piquet Jr.     | 1        |
| Larry Pollard         | 1        |
| David Reutimann       | 1        |
| Ricky Rudd            | 1        |
| Joe Ruttman           | 1        |
| Greg Sacks            | 1        |
| Boris Said            | 1        |
| Andy Santerre         | 1        |
| John Settlemyre       | 1        |
| Mike Skinner          | 1        |
| Chandler Smith        | 1        |
| Sammy Herbst          | 1        |
| Myatt Snider          | 1        |
| Jack Sprague          | 1        |
| Brad Teague           | 1        |
| Ryan Truex            | 1        |